# 越田恵美子
越田 恵美子（こした えみこ、1975年2月26日 - ）は、石川県出身の元女子競輪選手。現役時代は日本競輪選手会富山支部所属（登録地は石川県）、ホームバンクは石川県立自転車競技場。日本競輪学校（当時。以下、競輪学校）第102期生。

## 経歴
趣味で自転車競技に打ち込んでいたことから、ガールズケイリン開始に伴いプロを目指したという。
2011年2月25日、競輪学校第102回技能試験に合格。在校競走成績は33位（0勝）。
2012年7月1日、平塚競輪場でデビューし7着。初勝利は2013年11月11日の富山競輪場で挙げた。
2017年7月14日、選手登録消除。通算戦績は370戦3勝。
競輪選手を引退後も自転車競技は続けており、2023年7月に行われた「全日本選手権トラックレース・マスターズ 500mタイムトライアル　女子A」で優勝した。